# Arnuero
Arnuero is een gemeente in de Spaanse provincie Cantabrië in de regio Cantabrië met een oppervlakte van 25 km². Arnuero telt 2.091 inwoners (1 januari 2016).

## Demografische ontwikkeling
Bron: INE, 1857-2011: volkstellingen